# Большой Строченовский переулок
Большо́й Строчено́вский переу́лок — улица в центре Москвы в Замоскворечье между Валовой улицей и улицей Щипок.

## История
Название Большого и Малого Строченовских переулков известно с XIX века. Предполагают, что оно дано по фамилии одного из домовладельцев, на что указывает ранее употреблявшиеся формы — Большой Строченов переулок и Строченов переулок (сейчас Малый).

## Описание
Большой Строченовский переулок начинается с внешней стороны Садового кольца от Валовой улицы напротив 3-го Монетчиковского переулка, проходит на юг, пересекает Зацепу и Стремянный переулок и заканчивается на небольшой площади, на которую также выходят Малый Строченовский и улица Щипок.

## Здания и сооружения

### По нечётной стороне
- № 11 — жилое здание постройки начала XX века, ныне заброшено.
- № 23А — 2 отдел полиции УВД на Московском метрополитене.
- № 25А — офисные здания (ранее здесь располагались Русские бани).

### По чётной стороне
- № 4 — доходный дом, построен в 1912 году.
- № 8 — здание Приготовительных классов Женского коммерческого училища Московского общества распространения коммерческого образования (1910, архитектор А. У. Зеленко), ныне IV учебный корпус РЭУ им. Г. В. Плеханова.
- № 10 — бассейн и комбинат питания РЭУ им. Г. В. Плеханова.

№ 22/25 — до реконструкции имел 3 этажа, до последнего косметического ремонта в 1982 году, со стороны Стремянного переулка, между вторым и третьим этажами, висела табличка *Дом застрахован Варшавским обществом в 1870 году*.  В 90-е годы прошлого века в нём располагалось посольство ЮАР,  ныне, офисный центр.
- № 24, стр. 2,  памятник архитектуры (утраченный) — адрес, по которому находилось «Общежитие одиноких приказчиков во владении Н. В. Крылова» — дом, на 1-м этаже которого, в трёх комнатах квартиры № 6, жил старший приказчик мясной лавки купца Крылова Александр Никитич Есенин, отец поэта. Сергей Есенин жил здесь в 1911 году, приехав впервые в Москву к отцу на каникулы и был прописан в этом доме в 1912—1918 годах.

Деревянный дом был построен в 1891 году по проекту архитектора М. Д. Медведева. В 1980-х годах находился в аварийном состоянии, в 1992—1994 годах несколько раз горел (возможно, из-за поджогов). В 1994 году, накануне 100-летнего юбилея со дня рождения поэта, был снесён. В следующем году на его месте было построено новое здание с реконструкцией облика утраченного — кирпичные стены были обшиты досками. В том же 1995 году на 1-м этаже новодела на общественных началах открылся музей С. А. Есенина, в следующем году получивший статус государственного. Второй этаж занимает коммерческая фирма.

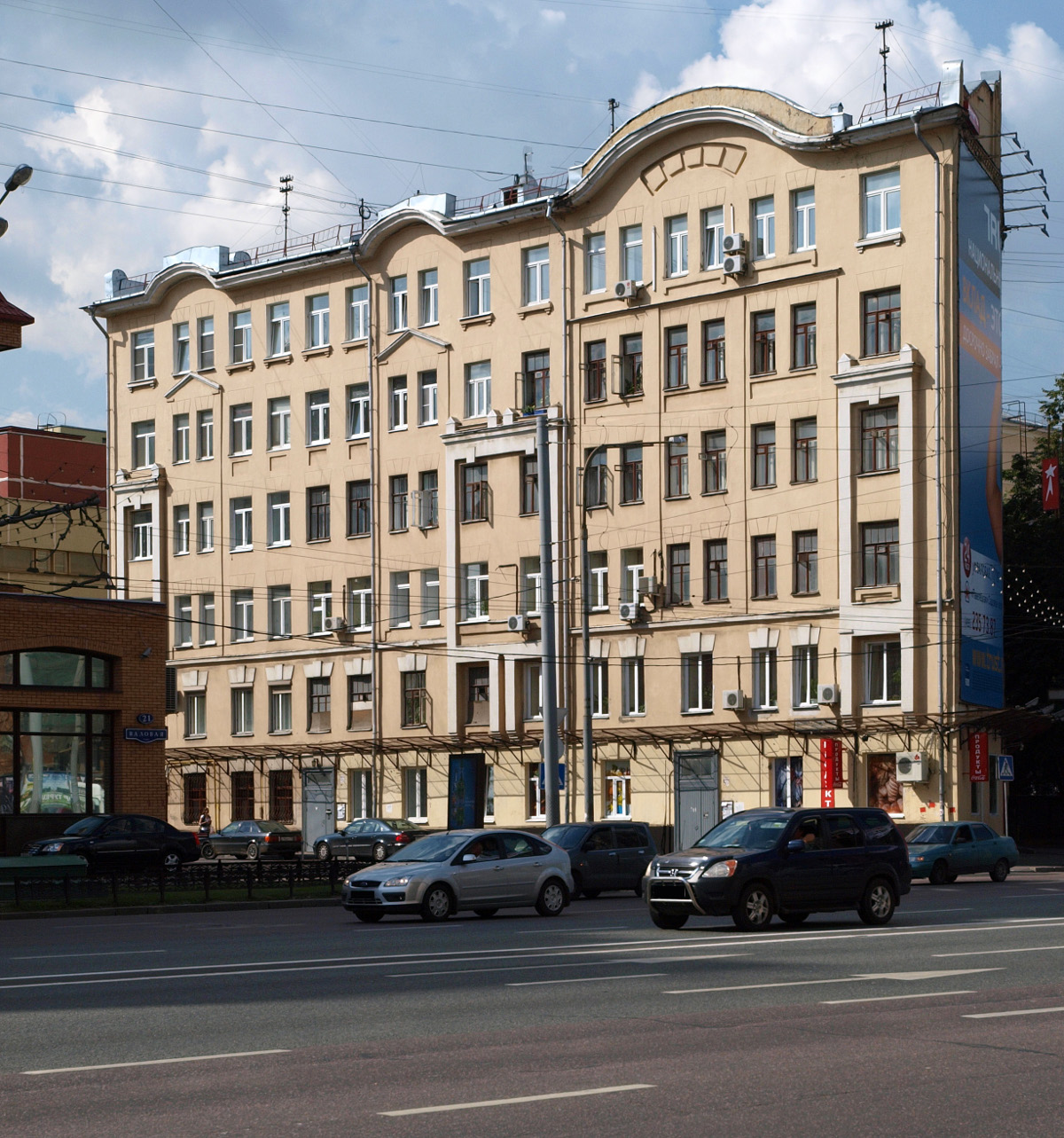
Дом № 4, вид от Садового кольца.
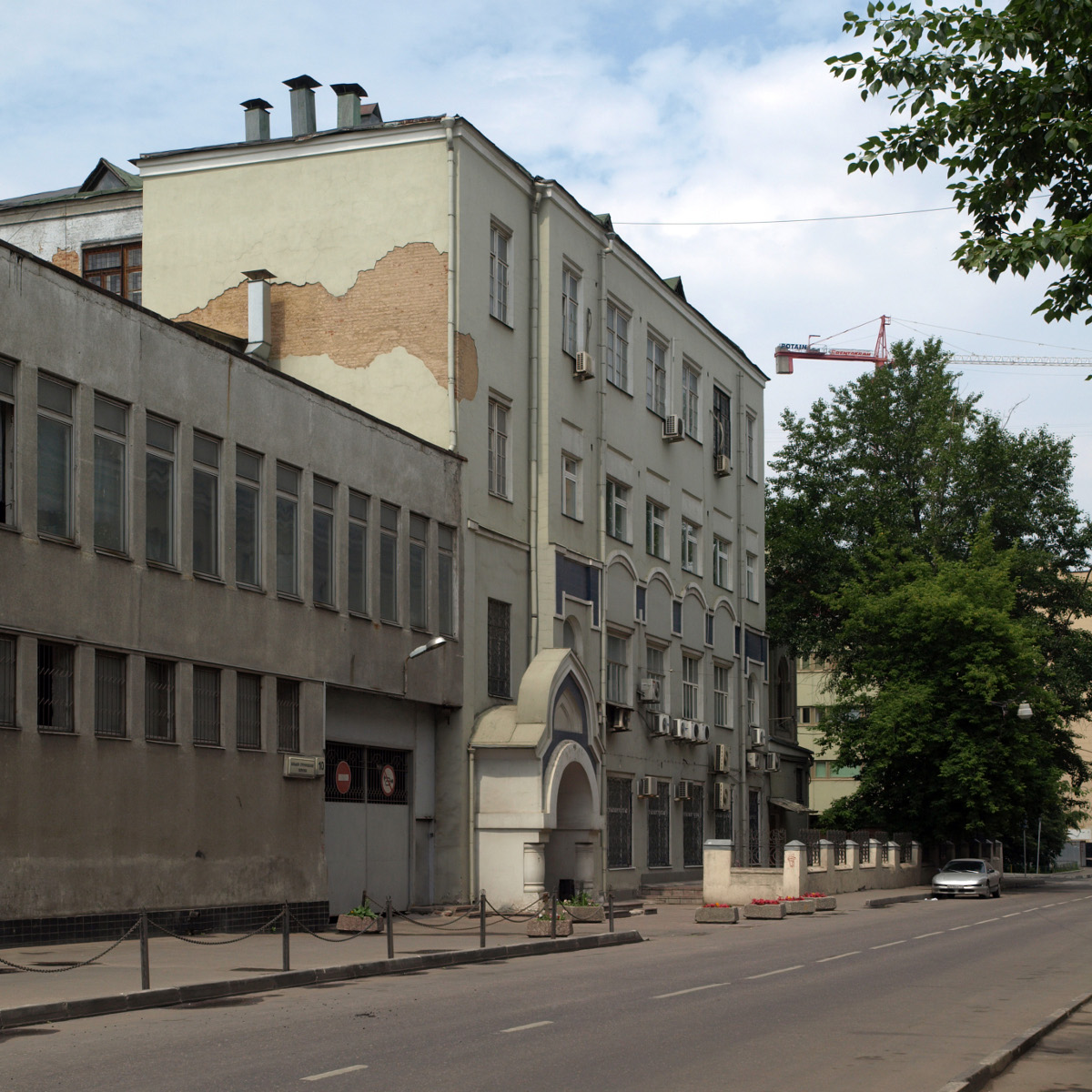
Дом № 8.
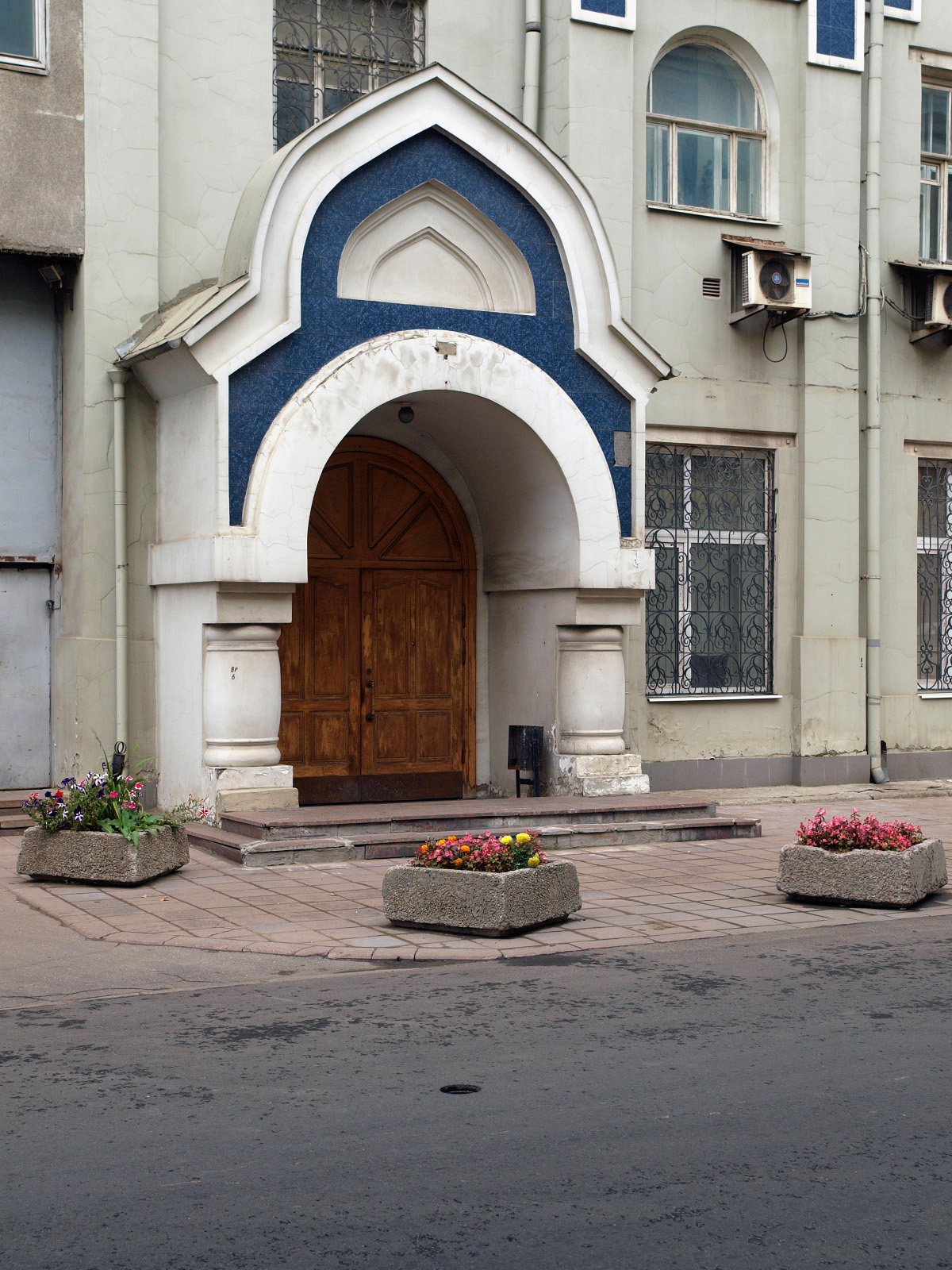
Крыльцо дома № 8.
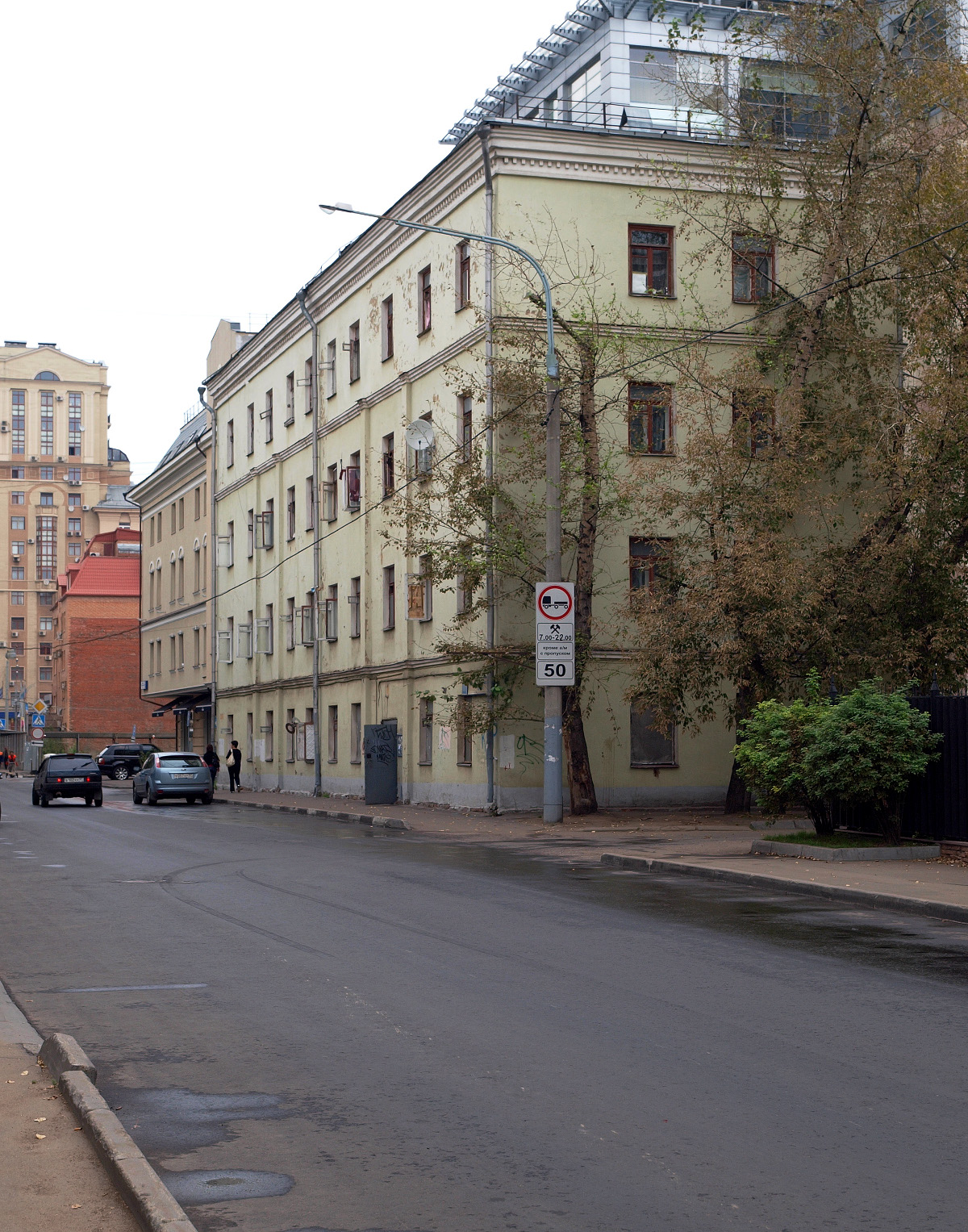
Дом № 11.
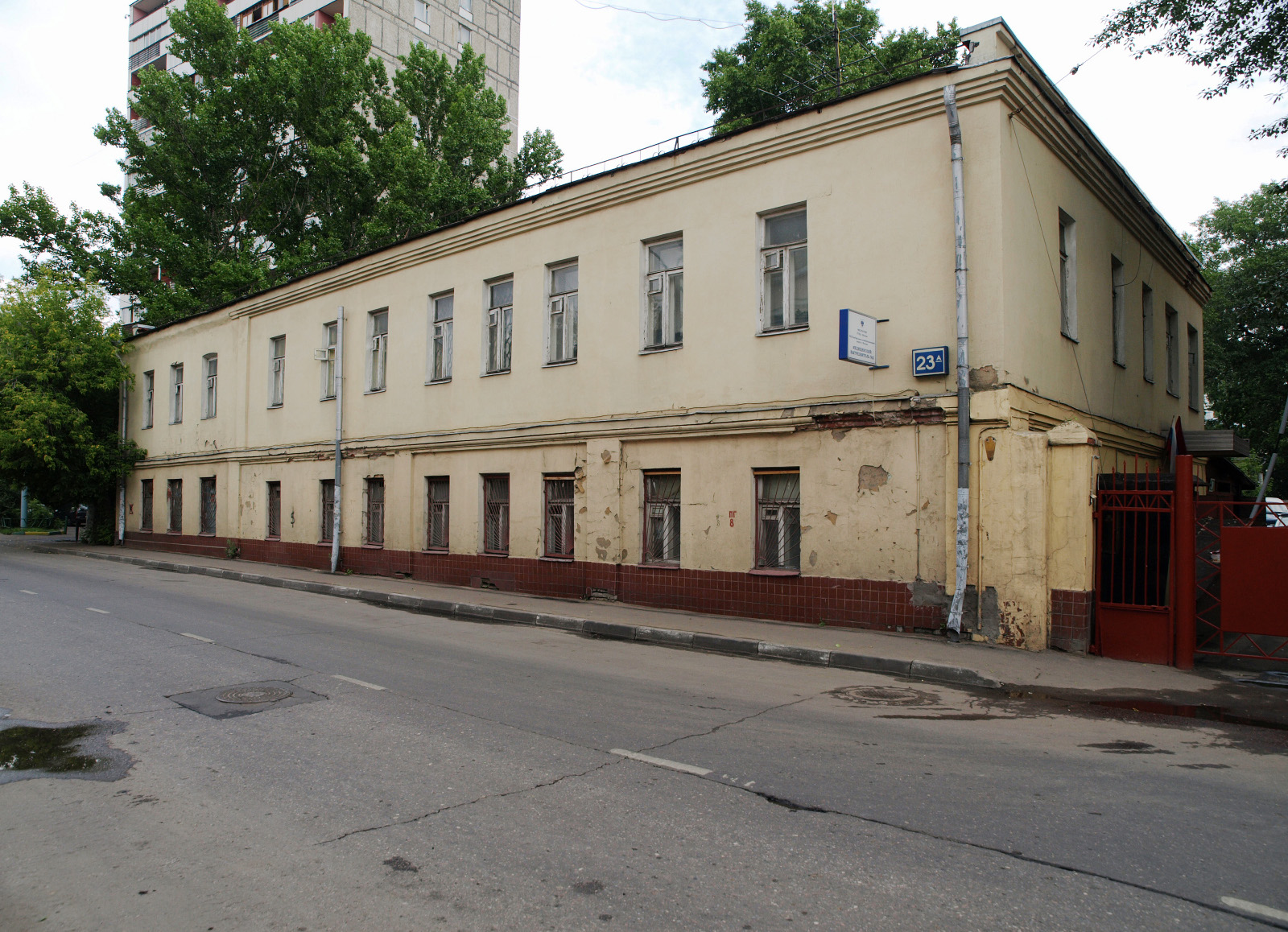
Дом № 23.
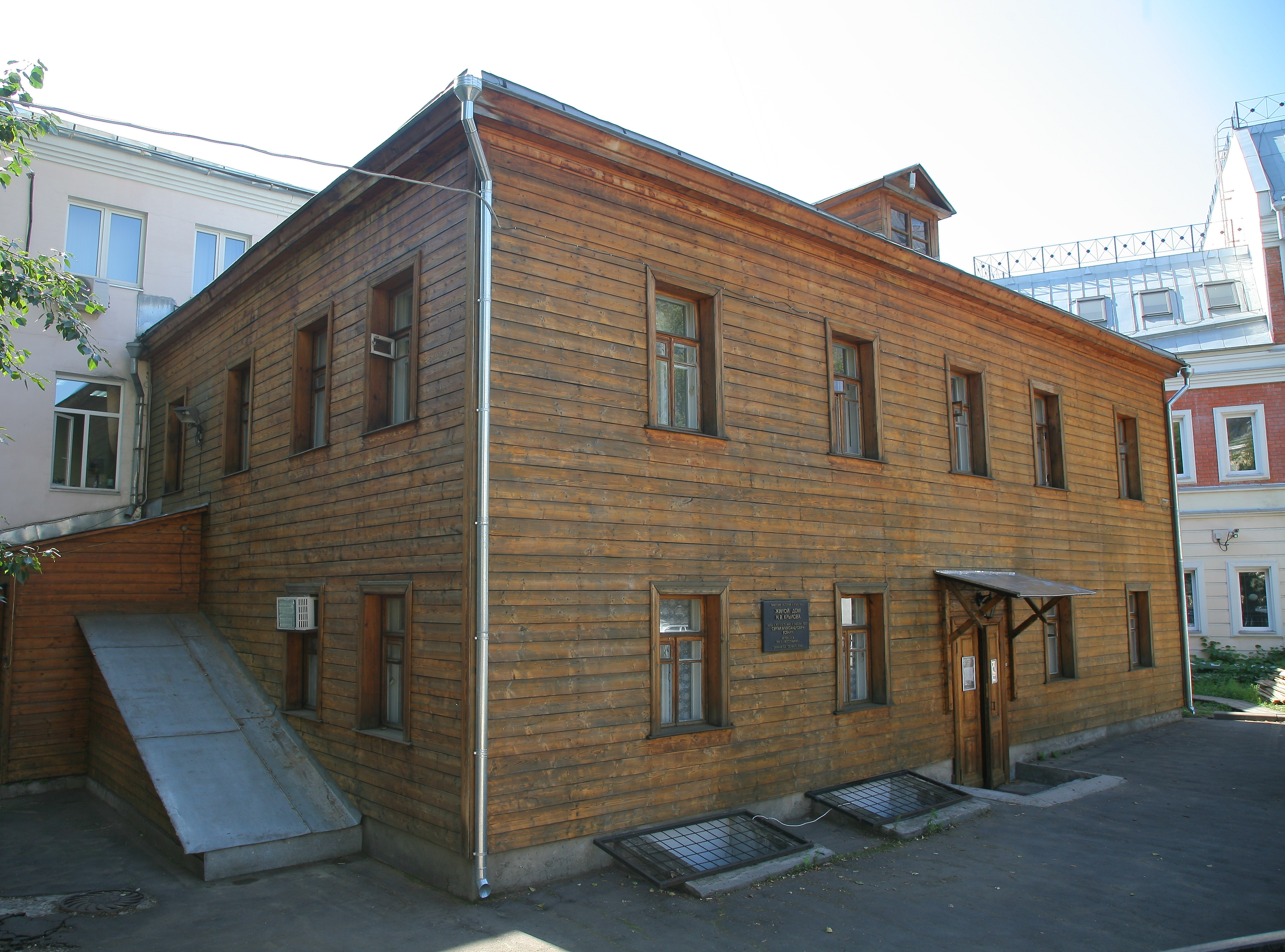
Дом № 24, стр. 2, музей С. А. Есенина.